# 아이누모시르
아이누모시르(아이누어: アィヌモシㇼ [ʔájꜜnù mò̞ꜛɕír] 아이누모시르, 일본어: アイヌモシリ 아이누모시리[*])는 아이누어로 '인간(아이누족)의 땅'를 의미하는 말이다. 본래 특정 지역을 가리키는 것은 아니지만, 오늘은 홋카이도를 가리키는 경우나, 사할린, 쿠릴 열도 등 옛 아이누족 거주지를 의미할 수 있다.